# Bandera de La Libertad
La bandera de la ciudad de La Libertad y del Cantón La Libertad se define el 11 de diciembre de 1935 en el mismo día que La Libertad fue declarada parroquia rural del Cantón Santa Elena, y después se lo confirmaría cuando obtuvo la cantonización en 1993. Está compuesta de tres franjas horizontales, la primera ocupa la mitad superior de la bandera, y las otras dos ocupan la inferior (como en la bandera nacional), la franja superior es celeste, la central blanca y la inferior es amarilla; cada una con su respectivo significado:
- El celeste representa el océano Pacífico.
- El blanco, paz con el alma noble y pura de sus hijos.
- El amarillo simboliza al sol que con sus rayos alumbra el camino de gloria que debe recorrer su pueblo, con unión, honradez y dignidad.[1]